# Pseudozarba cupreofascia
Pseudozarba cupreofascia is een vlinder van de familie van de uilen (Noctuidae). De wetenschappelijke naam van deze soort is voor het eerst voorgesteld als Ozarba cupreofascia door Ferdinand Le Cerf in een publicatie uit 1922.
De soort komt voor in Burkina Faso, Ethiopië, Kenia, Tanzania en Jemen.